# Протесты в Папуа (2019)
Протесты в Папуа 2019 — серии протестов папуасов между 19 и 26 августа 2019 года, в основном на территории Индонезийского Папуа. Протесты вспыхнули в ответ на инцидент в Сурабае, где группа папуасских студентов была арестована за якобы проявленное неуважение к флагу Индонезии и претерпевала проявления расизма в течение всего срока ареста. В нескольких местах, в частности Соронге, Факфаке, Тимике и Маноквари, протесты оказались более жестокими, были повреждены и сожжены частные здания и общественные объекты.

## Предпосылки
Папуа, бывшая колония Нидерландов, ранее именовавшаяся как Нидерландская Новая Гвинея, была аннексирована Индонезией в 1969 году после спорного референдума. В последующие годы в регионе местами вспыхивали небольшие восстания. Совсем недавно десятки тысяч мирных жителей были переселены после усиления военного присутствия и боев с сепаратистскими бойцами из-за расправы с рабочими, которые строили транспапуанскую дорогу. Пытаясь уменьшить напряжение в регионе, правительство Индонезии предоставило расширенную автономию провинциям этого региона, нынешний президент Джоко Видодо посещал этот регион шесть раз с момента принесения присяги в 2014 году.

### Митинги 15 августа
15 августа 2019 года, в годовщину Нью-Йоркских соглашений 1962 года и одновременно с обсуждением вопроса о Папуа на Форуме тихоокеанских островов в Тувалу, протесты папуасов вспыхнули сразу в нескольких городах Индонезии, включая Джаяпура , Сентани, Тернат, Амбон , Бандунг, Джокьякарта, Джакарта и Маланг. Различные папуасские студенческие группы присоединились к акциям протеста, которые прошли мирно в Джокьякарте и Джакарте, но были разогнаны властями. Несколько протестующих были арестованы в других городах, хотя вскоре были освобождены. В Бандунге гражданские ополченцы заставили протестующих сменить место проведения митинга. В городе Маланг папуасские протестующие столкнулись с контрпротестантами, а позже и фанатами футбольного клуба «Арема Маланг», которые выкрикивали расистские лозунги. Сообщалось, что пятеро протестующих были тяжело ранены, и практически все протестующие получили ранения разной степени тяжести.

## Протесты
16 августа 2019 года, во время празднования Независимости Индонезии, 43 папуасских студента в Сурабая, Восточная Ява, были арестованы полицией после сообщения о том, что индонезийский флаг был поврежден у здания, в котором они жили. Согласно данным полиции, здание, где останавливались студенты, было занято полицией, так как у здания собирался народ, готовясь штурмовать его. Сообщалось, что гражданские группировки «Исламские защитники» и «Молодёжь Панчасила» присутствовали на месте и нападали на студентов. Среди прочего молодежь кричала студентам «Обезьяны, убирайтесь».
19 августа, по сообщению Франс Пресс, толпа в несколько тысяч человек начала протестовать в Маноквари, столице провинции Западное Папуа. Данная акция перешла в бунт, в результате которого здание местного парламента подожгли. По данным индонезийских чиновников, митингующие ранили троих офицеров. Кроме общественных зданий, подожжены были несколько частных строений. Некоторые из протестующих имели при себе флаг «Утренней звезды» — старый флаг Нидерландской Новой Гвинеи, используемый сепаратистским Движением за свободное Папуа — при этом звучали лозунги о независимости. В Индонезии за подобные действия назначают до 15 лет тюремного заключения. Вице-губернатор Западного Папуа Мохаммад Лакотани заметил, что экономика города оказалась полностью парализована протестами. По словам пресс-секретаря Национального комитета по Западной Папуа, во время протестов в Маноквари одну женщину ранили в лодыжку. Вооруженные силы Индонезии сообщили СМИ, что 21 августа в Маноквари было дислоцировано 300 солдат.
Джаяпура, крупнейший город региона и столица провинции Папуа, — в нём вышли сотни протестующих, которые насильно сняли флаг Индонезии перед кабинетом губернатора Лукаса Енембе. Протестующие также перекрыли дорогу к городскому аэропорту Сентани.
В городе Соронг также прошли акции протеста с сообщениями о выстрелах. В ответ на оскорбление про «обезьян» в Сурабаи, часть протестующих оделась как обезьяны. Толпа проникла в аэропорт Домина Эдуарда Осока и бросала камни в стеклянные окна аэропорта, повредив здание терминала. Атака также временно нарушила деятельность аэропорта. Кроме аэропорта, городская тюрьма также подверглась поджогу, в результате чего произошло бегство 258 осужденных и было ранено несколько охранников, хотя 23 августа представители учреждения заявили, что большинство заключенных просто пытались спастись от пожара и убедиться, что всё в порядке с их семьями, после чего вернулись в тюрьму.
Около 4000—5000 протестующих собрались в шахтерском городке Тимико, там был повреждён отель возле местного парламента Региона Мимика. Дальнейшие столкновения между протестующими и полицией произошли перед зданием парламента, когда полиция разогнала толпу, ожидавшую регента Мимики Елтинуса Омаленга. В конце концов, десятки человек были арестованы, обвинены в повреждении отеля или принуждении к работе в местной авторемонтной мастерской, где они добывали шины, которые впоследствии поджигали. Сообщалось о ранении 3 полицейских.
Тысячи протестующих также собрались в городке Факфак 21 августа, в районе местного рынка и офисного здания. Протестующие перекрыли дороги к аэропорту Факфак Торе. Полиция обстреляла протестующих слезоточивым газом, чтобы разогнать толпу. По словам представителя индонезийской полиции, ситуация была «сдержанная», и около 50 человек были причастны к поджогу здания рынка. Несколько человек пострадали в ходе протестов и столкновений.
Митинги проходили также в городах Мерауке, Набире, Яхукимо и Биак. 22 августа папуасские студенты в Джакарте также провели акцию перед Министерством внутренних дел. Более мирные акции протеста продолжались: мирным «длинным маршем» в САРМ-Регенси 23 августа и акцией за провозглашения независимости в Семаранг на следующий день. Другие митинги против расизма также проходили в Джокьякарте, Бандунге и Денпасаре. Некоторые активисты отмечают, что протесты в регионе стали самыми масштабными за многие годы. Протесты продолжались 26 августа, мирных митингующих под флагом Западного Папуа в Дейя насчитывалось, по данным организаторов, до 5000 человек, наряду с одновременными митингами в папуасских городах Вамена, Панияй, Яхукимо и Догияй в дополнение к городам, не входящим в Папуа, таких как Макассар. 28 августа протестующие в Дейя требовали от регента подписать петицию с требованием проведения референдума о независимости, но, согласно официальным данным, протестующие напали на офицеров, которые охраняли место расположения, и в последующих схватках погиб один сержант индонезийской армии, а некоторые офицеры были ранены. Были также сообщения о жертвах среди гражданского населения — по данным Национальной полиции Индонезии, двое гражданских лиц погибли, а местные СМИ Суара Папуа сообщили о шести погибших. Местные правозащитники сообщили о семи погибших среди гражданских. Позже полиция заявила, что пятеро протестующих были убиты в результате попытки завладеть полицейским оружием.
Утром 30 августа длительные бурные протесты привели к тому, что отделение Генеральной избирательной комиссии в Джаяпуре было подожжено, сгорели также документы местных представителей, избранных на выборах 2019 года. Митингующие также поджигали здания и автомобили в городе, врываясь в тюрьму в районе Абпура. В ту ночь в Джаяпура было размещено ещё 1250 сотрудников службы безопасности.

## Реакция
- Министерства
Отвечая на протесты, Министерство связи и информационных технологий Индонезии осуществило отключение Интернета в районе Соронг, в ходе которого было заявлено, что это борьба с дезинформацией. Министерство также сообщило, что закрыло учётные записи в социальных сетях, которые «делились провокационным контентом». Отключение Интернета привело к очередному витку протестов против министерства в Джакарте со стороны правозащитных организаций.
- Правительство
В ночь на 19 августа президент Джокови опубликовал заявление, в котором призвал к миру и отметил папуасам, что «нормально быть эмоциональным, но лучше простить обиды». Джокови также подготовил визит в регион. Министр-координатор по политическим, правовым и вопросам безопасности Виранто также выпустил заявление, в котором обещал «полное и справедливое» расследование инцидента в Сурабаи и добавил, что ситуация в Папуа находится под контролем. Виранто утверждал, что «хаотичная ситуация» на руку «определенной стороне». Также он заявил, что поручил силовикам избегать репрессивных мер и не использовать боеприпасы, а также отклонил возможность проведения референдума. Начальник Национальной полиции Тито Карнавян заявил, что беспорядки были вызваны не только инцидентом в Сурабайе и обращением с учащимися, но и обманом в связи с гибелью одного из студентов во время их задержания.
Заместитель председателя Совета народных представителей Фадл Зон призвал к ответственности стороны, ответственной за расистский инцидент в Сурабаи. Региональная полиция Восточной Явы сформировала группу для расследования инцидента. Епископ Амбоины Петрус Канис Мандаги призвал к мирным акциям протеста и заметил, что папуа «не должны быть дикими, как те, кто разжигает расизм». Губернатор Папуа Лукаш Енембе посетил здание студентов Папуа в Сурабаи 27 августа, но его визит студенты проигнорировали. 
-
Три Сусанта, член Гериндры и лидер протестов Сурабаи против папуасских студентов, публично извинился после протестов по всей Папуа и опроверг обвинения в физическом насилии над студентами.
Независимый деятель западного папуасского происхождения Бенни Венда прокомментировал, что инцидент в Сурабае «зажег костер почти 60 лет расизма, дискриминации и пыток в народе Западного Папуа со стороны Индонезии». Пресс-секретарь Армии освобождения Западного Папуа (вооруженная группа сепаратистов) заявила, что группа не принимала участия в акциях протеста.

## Аресты
После протестов десятки людей были арестованы по различным обвинениям. Только в Джаяпуре полиция сообщила о задержании 28 подозреваемых по обвинениям в хищении и повреждении зданий. Двое студентов в Джакарте, которые во время протестов несли флаг Западного Папуа, были арестованы по обвинению в измене.